# Vikštejn
Vikštejn (německy Burg Wiegstein, polsky Wigsztyn) je zřícenina hradu u obce Radkov na vysokém skalním ostrohu nad řekou Moravicí nedaleko místní části Vítkova Podhradí v okrese Opava v Moravskoslezském kraji. Od roku 1964 je chráněna jako kulturní památka.

## Historie
Hrad ve druhé polovině 13. století založil Vítek z Kravař, první písemná zmínka o něm pochází z roku 1377. Od konce 14. století patřil opavským knížatům, roku 1447 přešel do vlastnictví vladyků z Moravice, později jej získali Bírkové z Násile. V roce 1474 byl hrad dobyt Matyášem Korvínem a pobořen. Později získali hrad do vlastnictví Planknarové z Kynšperka a kolem roku 1530 jej nechali opravit. Od konce 16. století do roku 1708 hrad patřil Oderským z Lidéřova. Za třicetileté války byl poškozen při vpádech Dánů a Švédů, v roce 1648 jej do povětří vyhodilo císařské vojsko. Částečná oprava hradu proběhla ve druhé polovině 17. století. Od roku 1708, kdy hrad přešel do vlastnictví Reichů, sloužil již pouze hospodářským potřebám. Po vybudování zámku v Horním Vikštejně (Dubová) byl po roce 1776 definitivně opuštěn. Na hradě působil minnesenger Walther von der Vogelweide.[zdroj⁠?!]